# 현대 프레스토
현대 프레스토(Hyundai Presto)는 현대자동차의 전륜구동 소형차이다. 프레스토는 음악 용어로 매우 빠르게(quick or rapid tempo)를 의미한다.

## 1세대(X)

### 프레스토(1985년7월~1989년4월)

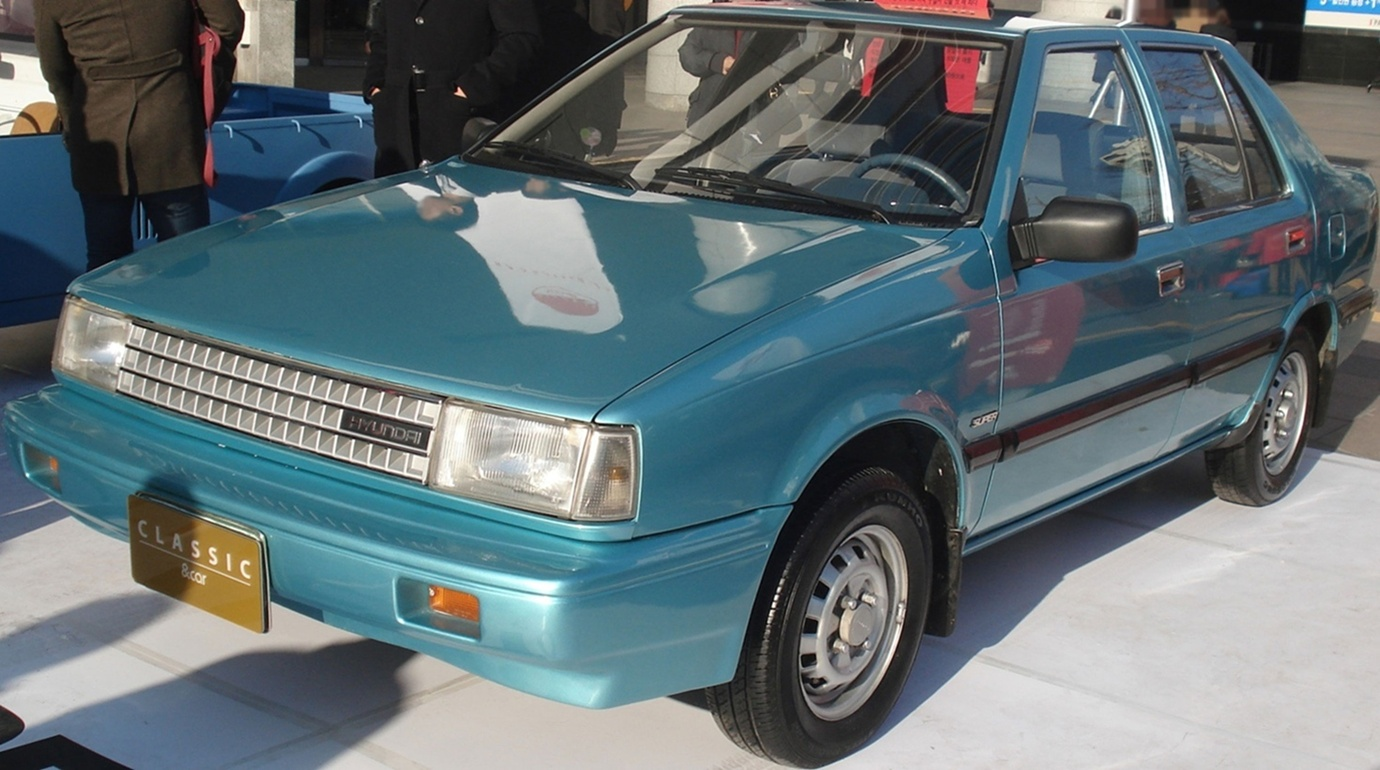
현대 프레스토 정측면

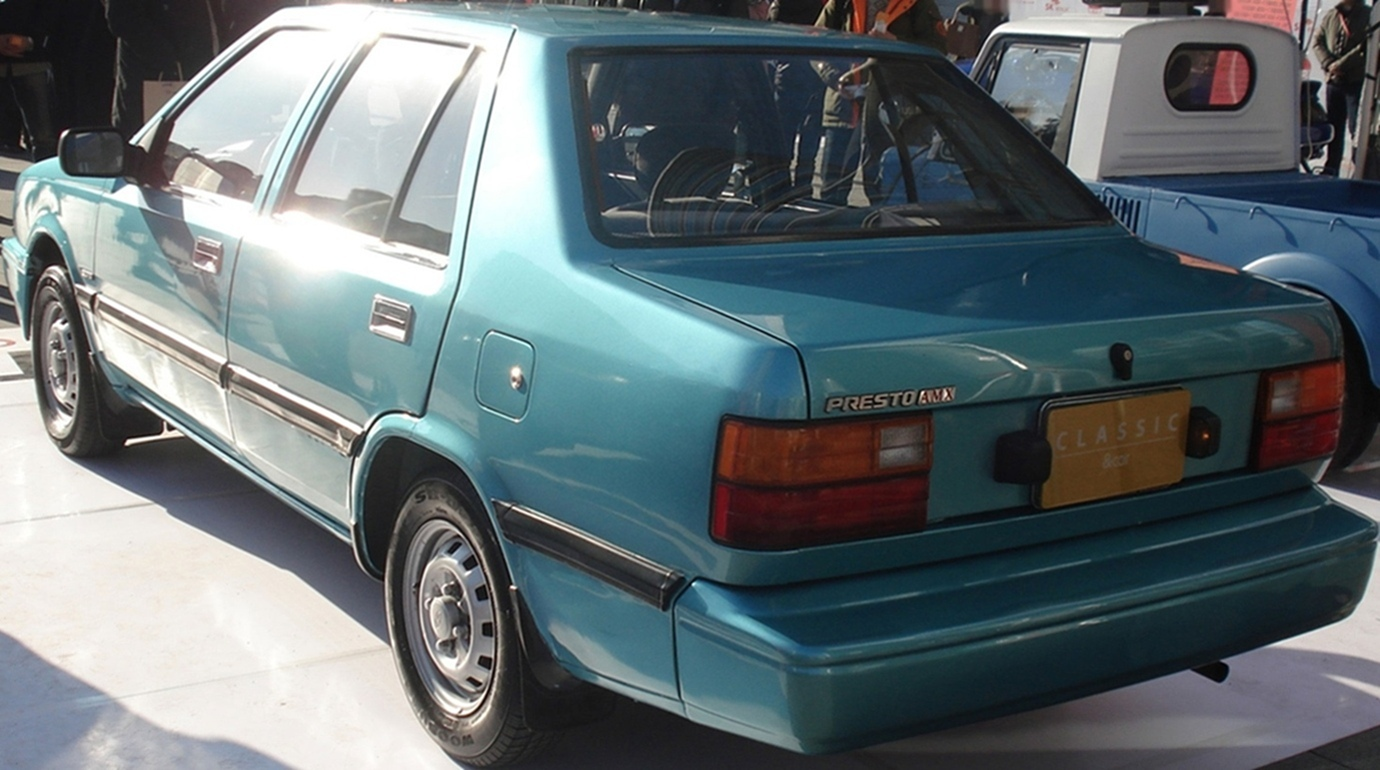
현대 프레스토 후측면

1985년 2월 8일에 포니의 후속 차종으로 출시된 1세대 엑셀의 세단 타입으로, 같은 해 7월 8일에 시판되었다. 미국, 캐나다, 오스트레일리아 등에서는 엑셀, 유럽 등에서는 포니로 판매되었다. 1986년 1월에 현대자동차가 미국에 진출하여 엑셀과 같이 판매되었으며, 그 해에만 엑셀을 포함해 168,000여 대를 판매하여 현재까지 미국에서의 수입차 진출 첫 해 최다 판매 기록을 보유하고 있다. 같은 해 9월에는 5 마일 범퍼, 새로운 디자인의 라디에이터 그릴 등이 적용된 미국 수출형 AMX 트림을 선보였다. 1987년 2월에는 전동식 선 루프와 ETR 카 오디오가 적용된 ETR 트림을, 같은 해 7월에는 1,300cc 엔진이 추가되어 선택의 폭을 넓혔다. 1988년 4월에는 88 서울 올림픽을 기념하여 10,000대 한정 판매 트림인 올림픽 팩이 출시되었고, 같은 해 7월에는 엑셀을 포함해 100만 대 생산을 돌파하였다. 1989년에 2세대 엑셀 세단으로 페이스 리프트(face lift; 개선)되었다.
대한민국 최초의 전륜구동 세단이며, 플립 프론트 타입 보닛을 장착했다.

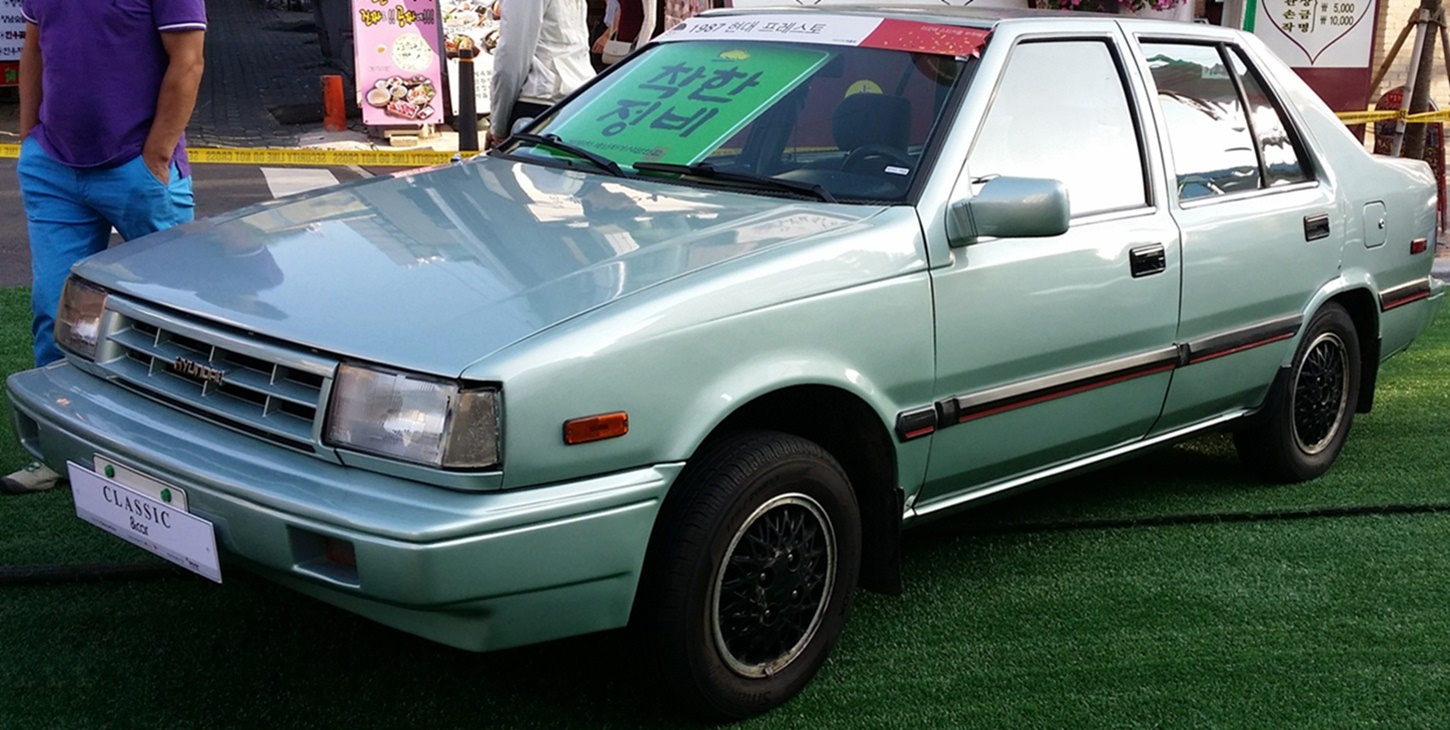
현대 프레스토 올림픽 팩 정측면
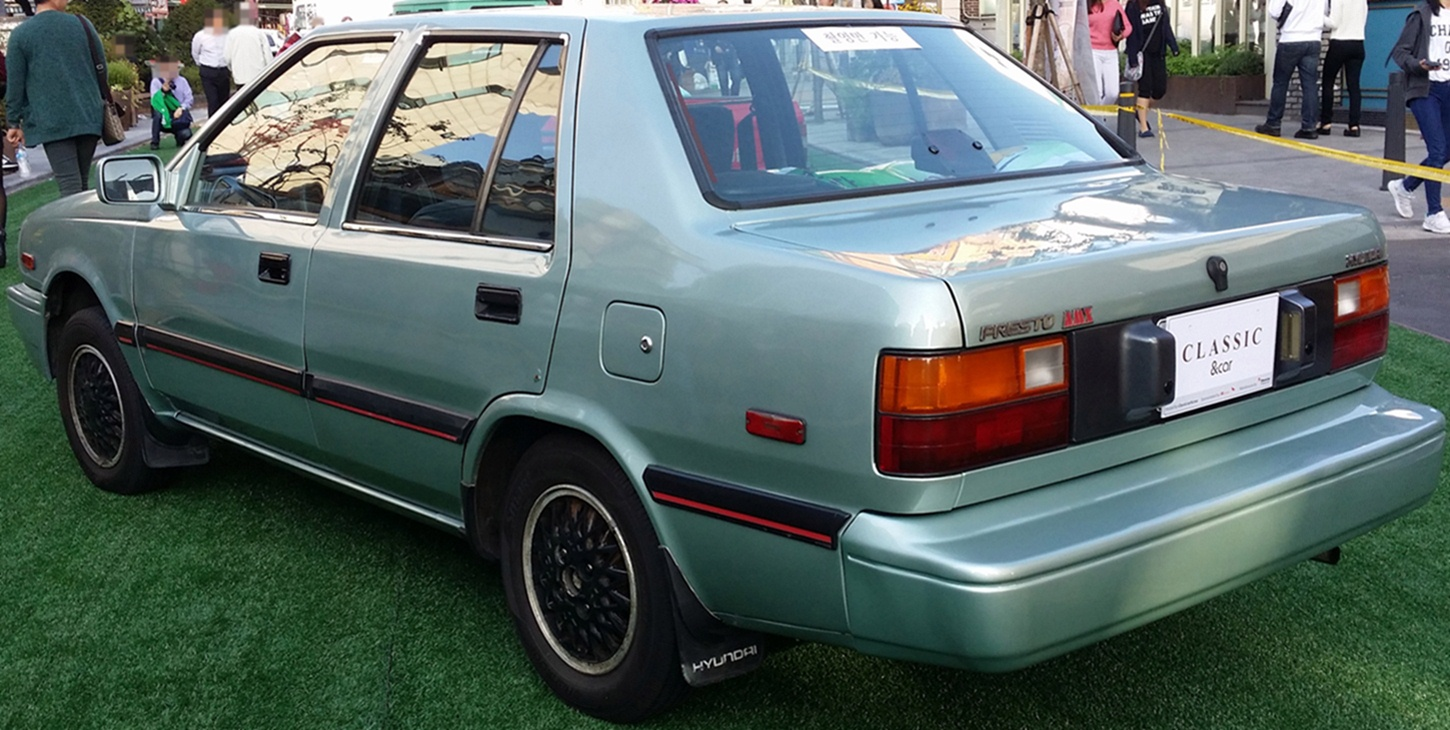
현대 프레스토 올림픽 팩 후측면

## 제원
- 전장(mm): 4,160/4,266(ETR, AMX)
- 전폭(mm): 1,595(1985년~1987년)/1,604(1987년~1989년)
- 전고(mm): 1,380
- 축거(mm): 2,380
- 윤거(전, mm): 1,375
- 윤거(후, mm): 1,340
- 승차정원: 5명
- 변속기: 수동 4단/수동 5단/자동 3단
- 구동형식: 전륜구동

| 구분                | 1.3        | 1.5        |
| ------------------- | ---------- | ---------- |
| 연료                | 가솔린     | 가솔린     |
| 배기량(cc)          | 1,298      | 1,468      |
| 최고출력(ps/rpm)    | 77/5,500   | 87/5,500   |
| 최대토크(kg*m/rpm)  | 11.0/3,500 | 12.5/3,500 |
| 연료 탱크 용량(L)   | 40         | 40         |
| 요소수 탱크 용량(L) | -          | -          |

## 라인업
- FX
- DX
- ETR
- AMX
- SUPER